# O anche no
O anche no è un programma televisivo italiano di genere talk show condotto da Paola Severini Melograni, in onda originariamente su Rai 2 dal 23 febbraio 2020, mentre dal 12 giugno 2022 su Rai 3, con cadenza settimanale.

## Il programma
Condotto da Paola Severini Melograni, ospiti illustri raccontano la vita di un gruppo di ragazzi disabili tra aspettative e realizzazione personale: attese, conquiste, difficoltà e lavoro, amore, bullismo e speranze di giovani come gli altri. Contribuiscono al programma gli interventi dei Ladri di Carrozzelle, band di successo, già ospite di Sanremo, al suo interno musicisti con disabilità e del disegnatore umorista Stefano Disegni che commenta con vignette argomenti sul tema disabilità. Viene definito un docureality su temi quali inclusione e sociale.

## Edizioni
| Edizione | Conduzione               | Periodo           | Periodo        | Puntate |
| Edizione | Conduzione               | Inizio            | Fine           | Puntate |
| -------- | ------------------------ | ----------------- | -------------- | ------- |
| 1        | Paola Severini Melograni | 23 febbraio 2020  | 21 giugno 2020 | 17      |
| 2        | Paola Severini Melograni | 20 settembre 2020 | 28 maggio 2021 | 37      |
| 3        | Paola Severini Melograni | 17 settembre 2021 | 12 giugno 2022 | 39      |
| 4        | Paola Severini Melograni | 18 settembre 2022 | 4 giugno 2023  | 41      |
| 5        | Paola Severini Melograni | 1º ottobre 2023   | 2 giugno 2024  | 36      |
| 6        | Paola Severini Melograni | 8 settembre 2024  | 1º giugno 2025 | 40      |

### O anche no Estate
| Edizione | Conduzione               | Periodo        | Periodo           | Puntate |
| Edizione | Conduzione               | Inizio         | Fine              | Puntate |
| -------- | ------------------------ | -------------- | ----------------- | ------- |
| 1        | Paola Severini Melograni | 4 giugno 2021  | 10 settembre 2021 | 11      |
| 2        | Paola Severini Melograni | 12 giugno 2022 | 11 settembre 2022 | 14      |
| 3        | Paola Severini Melograni | 18 giugno 2023 | 10 settembre 2023 | 13      |
| 4        | Paola Severini Melograni | 9 giugno 2024  | 1º settembre 2024 | 13      |
| 5        | Paola Severini Melograni | 8 giugno 2025  | in corso          | 10      |

### O anche no - Stravinco per la vita
La prima stagione di O anche no - Stravinco per la vita racconta la storia delle paralimpiadi. È stata trasmessa alle 18:00 su Rai 2 dal 25 agosto al 5 settembre 2021. e trasmessa il giorno dopo alle 11:00 su Radio 1 Rai Gr Parlamento. 
La seconda stagione di questo spin-off è stata trasmessa dal 29 agosto all'8 settembre 2024 su Rai 2. Questa volta, ci saranno commenti con ospiti invitati a commentare gli eventi paralimpici del giorno precedente, interviste ad atleti e familiari, discussione di altri argomenti.

#### Prima edizione
| Puntata | Data              | Ospiti                                                             | Telespettatori | Share |
| ------- | ----------------- | ------------------------------------------------------------------ | -------------- | ----- |
| 1       | 25 agosto 2021    | Edith Bruck e Roberto Riccardi                                     | 314.000        | 3,7%  |
| 2       | 26 agosto 2021    | Italo Cucci                                                        | 169.000        | 1,8%  |
| 3       | 27 agosto 2021    | Alex Zanardi, Vittorio Podestà, Claudio Arrigoni                   | 195.000        | 2,2%  |
| 4       | 28 agosto 2021    | Omar Daffe, Max Castellani, Roberto Riccardi                       | 281.000        | 2,8%  |
| 5       | 29 agosto 2021    | Silvana Martino, Luca Pancalli, Domenico De Masi, Roberto Riccardi | 311.000        | 2,9%  |
| 6       | 30 agosto 2021    | Monica Contrafatto, Roberto Riccardi                               | 254.000        | 2,9%  |
| 7       | 31 agosto 2021    | Tre uomini non identificati, Maria Stella Maglio                   | 324.000        | 3,6%  |
| 8       | 1º settembre 2021 |                                                                    | 246.000        | 2,8%  |
| 9       | 2 settembre 2021  | Giampiero Spirito                                                  | 254.000        | 2,9%  |
| 10      | 3 settembre 2021  | Giocatori di calcio FCM, Javier Zanetti, Franco Carraro            | 277.000        | 3,4%  |
| 11      | 4 settembre 2021  | Assunta Legnante, Vito Cozzoli                                     | 328.000        | 3,2%  |
| 12      | 5 settembre 2021  | Viktor Elbling                                                     | 219.000        | 2,2%  |

#### Seconda edizione
| Puntata | Data              | Orario    | Telespettatori | Share |
| ------- | ----------------- | --------- | -------------- | ----- |
| 1       | 29 agosto 2024    | 8:45-9:15 | 107.000        | 2,6%  |
| 2       | 30 agosto 2024    | 8:45-9:15 | 126.000        | 3,1%  |
| 3       | 31 agosto 2024    | 8:30-9:00 | 126.000        | 3%    |
| 4       | 1º settembre 2024 | 8:30-9:00 | 191.000        | 2,91% |
| 5       | 2 settembre 2024  | 8:45-9:15 | 120.000        | 3%    |
| 6       | 3 settembre 2024  | 8:45-9:15 | 105.000        | 2,68% |
| 7       | 4 settembre 2024  | 8:45-9:15 | 113.000        | 2,71% |
| 8       | 5 settembre 2024  | 8:45-9:15 | 176.000        | 4,1%  |
| 9       | 6 settembre 2024  | 8:45-9:15 | 165.000        | 3,87% |
| 10      | 7 settembre 2024  | 8:30-9:00 | 120.000        | 2,70% |
| 11      | 8 settembre 2024  | 8:30-9:00 | 100.000        | 1,98% |